# Tipula miegi
Espèce
Tipula miegi est une espèce fossile d'insectes diptères de la famille des Tipulidae, de la sous-famille des Tipulinae et du genre Tipula.

## Classification
Elle est décrite en 1937 par le paléontologue français Nicolas Théobald (1903-1981) dans sa thèse,,.

### Fossiles
Les holotypes R974 et 867 de l'ère Cénozoïque, et de l'époque Oligocène (33,9 à 23,03 Ma.) fait partie de la collection Mieg conservée au musée d'histoire naturelle de Bâle en Suisse et vient du gisement de Kleinkembs. Ces holotype sont complétés par l'échantillon R163 de même provenance et même gisement.

### Étymologie
L'épithète spécifique miegi rend hommage à la famille Mieg collectionneuse de cet insecte.

## Description

### Caractères
La diagnose de Nicolas Théobald en 1937, : 

« Empreinte et contre-empreinte d'une aile de Tipula.
Surface maculée de 3 taches dans la région basale postérieure et d'une large tache foncée le long du bord antérieur et de l'apex ; cette dernière percée d'une fenêtre claire sur la cellule discoïdale et d'une échancrure claire sur la 5e cellule postérieure ; cellule discoïdale courte et large ; branche antérieure de Cu non soudée avec le bord postérieur de la cellule discoïdale. ».

### Dimensions
La longueur est de 16,5 mm, et la largeur de 4,5 mm.

### Affinités
« Cette aile diffère des formes précédentes par l'ornementation de l'aile, le parcours des nervures et la grande taille. Elle diffère aussi des formes de Célas par l'ornementation.
Je rapproche de cette espèce une empreinte montant la tête, le thorax et les deux ailes (R163, pl XVIII, fig 5. même gisement. ».

## Biologie
« Les Tipules vivent dans les prairies, les marais, les bois humides. Un minimum d'humidité du sol est nécessaire au développement des larves. Ce genre est universellement répandu. ».

## Galerie

Quatre autres espèces fossiles de Tipula en 1937 selon N. Th.
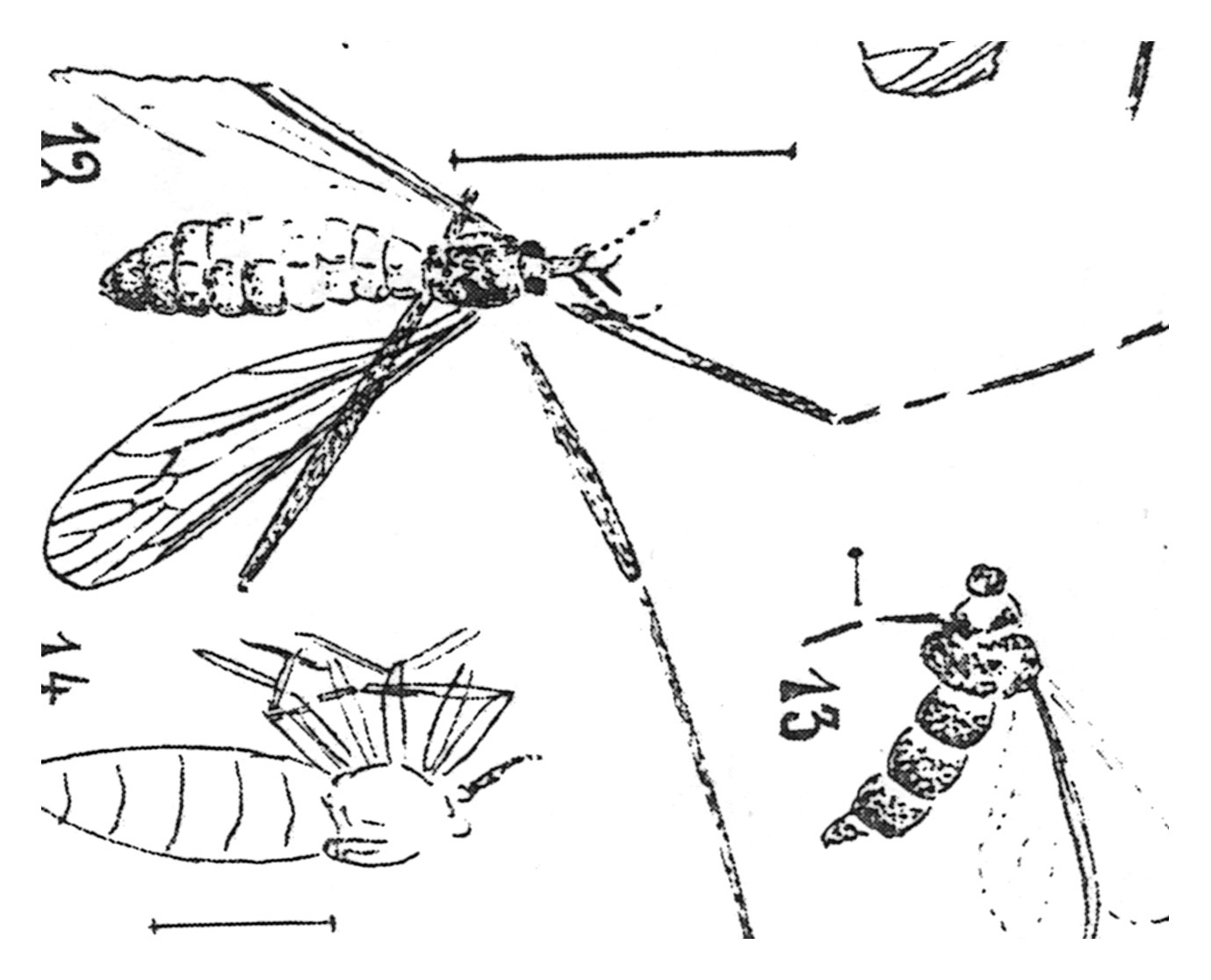
Tipula indura : fig 12 selon Nicolas Théobald 1937 holotype éch. C49 fig 12; p145 pl. XI Insectes du Sannoisien du Gard
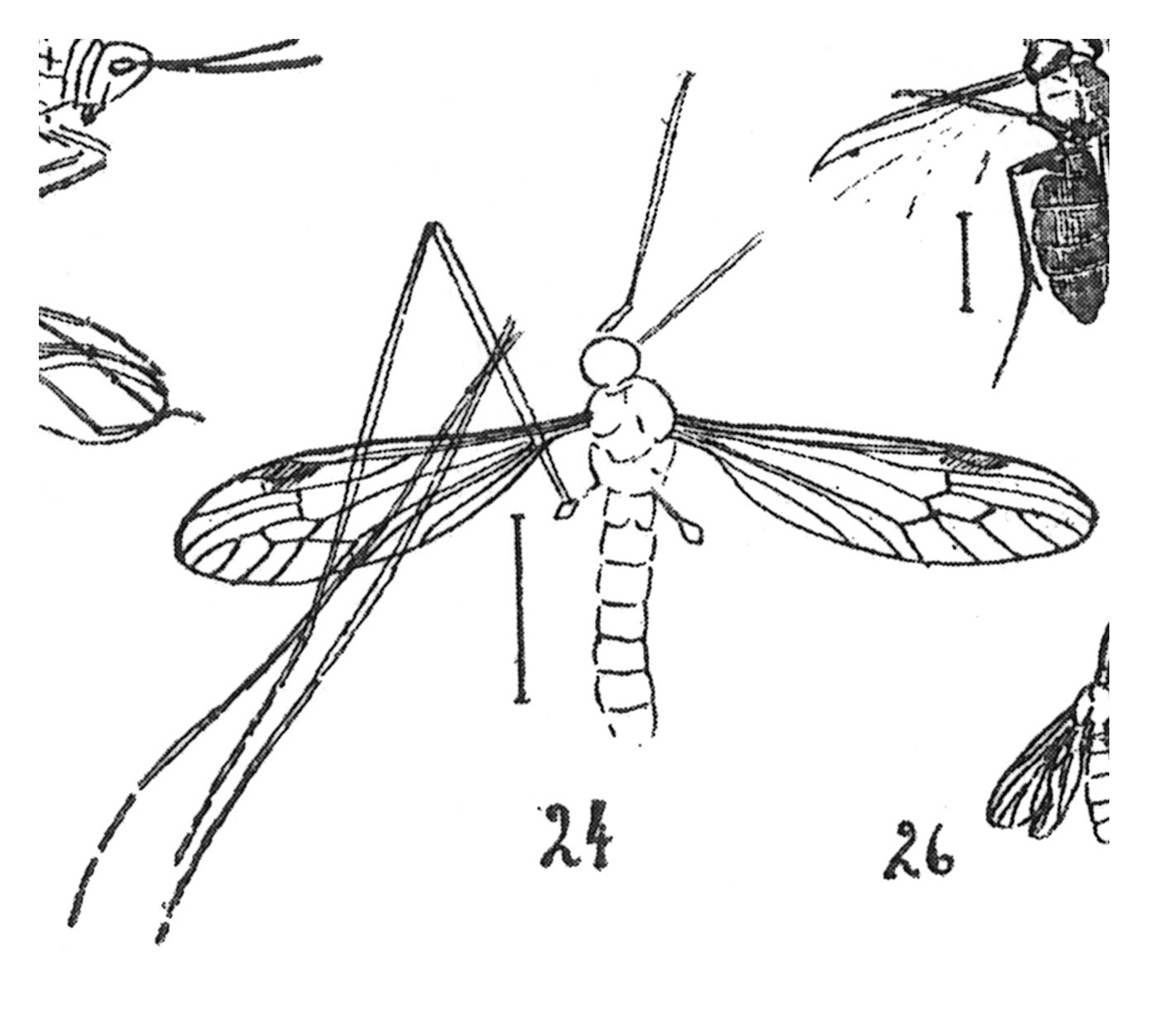
Tipula inflexa 1937 Nicolas Théobald holotype éch. Inst. Géol. Clermont-Ferrand x2; p.343 pl. XX, Insectes d'Aix 19-26
- Tipula marioni 1937 Nicolas Théobald holotype éch. C48 x1,5; p144 pl. XI Insectes du Sannoisien du Gard
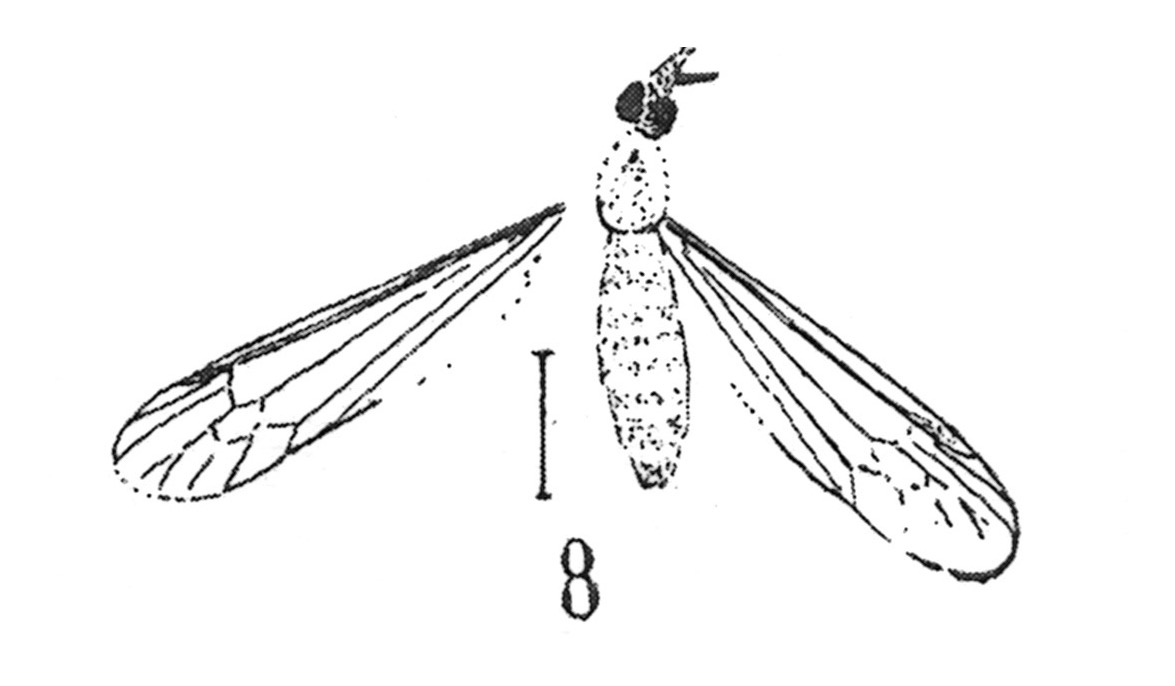
Tipula marioni 1937 Nicolas Théobald éch. R157 x1,3; p239 pl. XVIII Diptères du Sannoisien de Kleinkembs
- Tipula minima N. Théobald 1937 holotype éch. R1018 x 3; p.237 Diptères du Sannoisien de Kleinkembs

- Larve.
- Tête de Tipulidae.

### Publication originale
- [1937] Nicolas Théobald, « Les insectes fossiles des terrains oligocènes de France 473 p., 17 fig., 7 cartes,13 tables, 29 planches hors texte », Bulletin Mensuel de la Société des Sciences de Nancy et Mémoires de la Société des sciences de Nancy, Imprimerie G. Thomas,‎ 1937, p. 1-473 (ISSN 1155-1119 et 2263-6439, OCLC 786027547). .